# Nicola Sernow
Nicola Sernow (* 13. März 1978 in Berlin) ist eine ehemalige deutsche Basketballspielerin.

## Laufbahn
Die 1,68 Meter messende Aufbauspielerin war in den 1990er Jahren deutsche Juniorennationalspielerin. Auf Vereinsebene spielte sie für City Basket Berlin in der ersten Bundesliga, im Vorfeld der Saison 1999/2000 wechselte sie zur SpVgg Halchter-Linden, mit der sie ebenfalls in der höchsten deutschen Spielklasse antrat. Sie spielte auch für Halchter-Lindens Nachfolgemannschaft BC Wolfenbüttel in der Bundesliga. Sie kehrte in ihre Heimatstadt Berlin zurück und schloss sich dem Zweitligisten BG Zehlendorf an, mit dem sie in der Saison 2005/06 in die Bundesliga aufstieg. Sie gehörte 2006/07 dann auch zum Zehlendorfer Erstliga-Aufgebot, verpasste mit ihren Mitspielerinnen aber den Klassenerhalt.
Zwischen 1998 und 2001 bestritt Sernow 26 A-Länderspiele für Deutschland.